# Eupogonius stellatus
Eupogonius stellatus es una especie de escarabajo longicornio del género Eupogonius, tribu Desmiphorini, subfamilia Lamiinae. Fue descrita científicamente por Chemsak & Noguera en 1993.

## Descripción
Mide 8,5-10,5 milímetros de longitud.

## Distribución
Se distribuye por México.